# Вьеннский собор

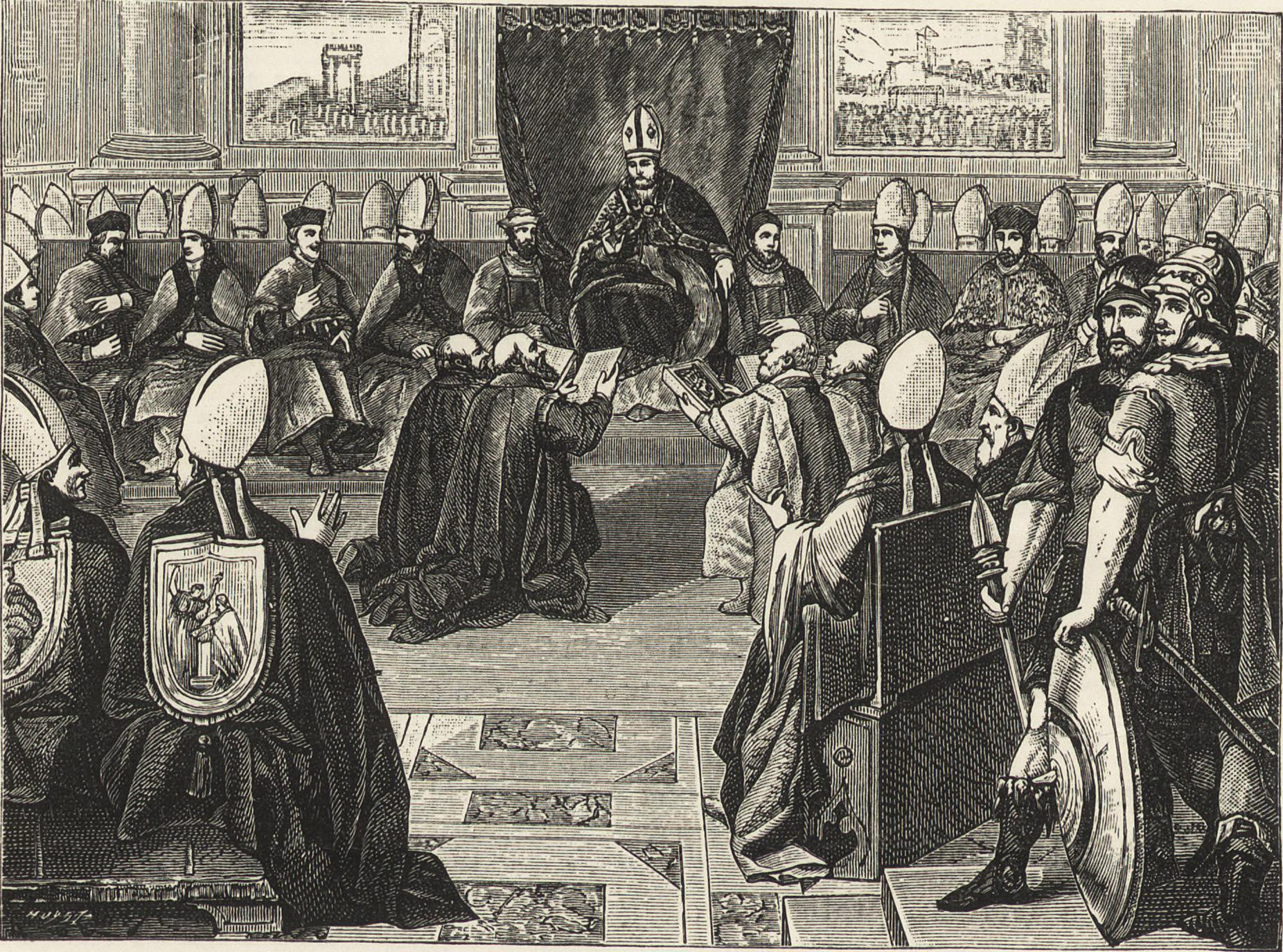
Вьеннский собор

Вье́ннский собо́р — XV Вселенский собор Римско-католической церкви, проходивший с 16 октября 1311 по 11 мая 1312 во Вьенне.

## Состав собора
Вьеннский собор был созван папой римским Климентом V (булла Regnans in coelis от 12 августа 1308) в небольшом городе Вьенн (ныне Вьен) на юго-востоке Франции, близ Лиона. Во Вьеннском соборе принимали участие 20 кардиналов, 4 патриарха, 39 архиепископов, 79 епископов, 38 аббатов. На соборе присутствовали король Франции Филипп IV и светские сеньоры. Общее число собравшихся — около 300 человек.
Первая сессия началась 16 октября 1311.
Вторая состоялась началась 3 апреля 1312.
Третья сессия состоялась 6 мая 1312.

## Вопросы рассматриваемые на соборе
Перед Вьеннским собором стояло три вопроса:
- рассмотрение обвинений против Ордена тамплиеров;
- вопрос о защите христианских святынь в Святой земле;
- перспективы церковной реформы.

### Вопрос о тамплиерах
Обвинения против тамплиеров были выдвинуты ещё в октябре 1307, сразу после массовых арестов, произведенных по инициативе Филиппа IV. Предварительное расследование дела тамплиеров явилось поводом для отсрочки Вьеннского собора на год. Несмотря на позицию папы Климента V, настроенного против этого ордена, отцы собора медлили с принятием решения. Лишь прибытие во Вьенн короля Филиппа IV (20 марта 1312) и его откровенное давление на собор ускорили принятие соборного решения по этому вопросу. 22 марта 1312 на консистории кардиналов, проведенной папой Климентом V, было принято решение, что орден будет распущен, но не осужден. 3 апреля 1312 об этом было торжественно объявлено на заседании собора (булла Vox in Excelso) Затем отцы собора в течение апреля решали судьбу имущества тамплиеров, часть которого которое решено было «обратить во благо христианской веры и Святой земли» и передать Ордену иоаннитов, что закреплялось буллами Ad providam(текст на англ.) от 2 мая 1312, Nuper in concilio(текст на англ.) от 16 мая 1312. Дальнейшее разъяснение по вопросу собственности тамплиеров дано в буллах Licet dudum(текст на англ.) от 18 декабря 1312, Dudum in generali concilio(текст на англ.) от 31 декабря 1312, Licet pridem(текст на англ.) от 13 января 1313.

### Вопрос о крестовом походе
На Вьеннском соборе обсуждалась защита христианских святынь в Палестине. 18 мая 1291 под натиском сарацин пал последний оплот крестоносцев на Ближнем Востоке — Акра. Вьеннский собор призвал Филиппа IV и английского короля Эдуарда II стать инициаторами крестового похода. Для этого решением от 6 мая 1312 в распоряжение королей была предоставлена церковная десятина сроком на 6 лет, с тем чтобы по истечении этого срока короли отправились в Святую землю. Но Филипп IV умер ранее истечения назначенного срока, а Эдуард II под влиянием окружения не сдержал данного им обещания.

### Вопрос о Блаженном видении
Декретом «Ad nostrum qui»(англ. текст) от 6 мая 1312 осуждались религиозные движения бегинок и бегардов, отрицавших, что Блаженное видение является сверхъестественным даром Бога и считавших, что Блаженное видение можно достичь своими собственными усилиями.

### Вопрос о церковной реформе
Вопрос о церковной реформе заключался в выработке правовых норм, направленных на укрепление благочестия среди духовенства и защиту прав и свобод Римско-католической церкви от посягательств светских государей. Параллельно Вьеннский собор рассмотрел некоторые догматические и дисциплинарные вопросы. В сфере догматики декретом «Fidei catholica» было осуждено приписываемое францисканцу Петру Оливи учение о том, что разумная душа не является формой тела. Одним из важнейших дисциплинарных вопросов, рассматривавшихся на соборе, было положение в Ордене францисканцев. Внутри ордена развернулась т. н. «дискуссия о бедности», в конце XIII века породившая движение «спиритуалов», которые провозглашали принцип абсолютной бедности. Вьеннский собор выступил против крайних требований спиритуалов и призвал их в вопросах о бедности избрать умеренное направление, одновременно сохраняя прочную связь с Римско-католической церковью.
Рассматривая вопросы университетского образования, Вьеннский собор принял решение об учреждении в университетах Парижа, Оксфорда, Болоньи и Саламанки кафедр древнееврейского, сирийского и арабского языков с целью подготовки миссионеров.

### Вопрос оБонифации VIII
Помимо прочего, собор должен был принять решение о папе Бонифации VIII, который имел жесткий конфликт с Филиппом IV, закончившийся пленением папы. Филипп настаивал на посмертном суде над понтификом, с 1303 года, обвиняя его в ереси, симонии, незаконности избрания. Папа Бенедикт XI, избранный после Бонифация, был противником осуждения своего предшественника и это породило слухи о причастности Филиппа к скорой смерти Бенедикта. Поговаривали об отравлении.
Однако, несмотря на то, что Климент находился под давлением, он хорошо понимал возможные последствия того, что хоть один папа будет признан еретиком.
В итоге секретных переговоров папы Климента и короля Филиппа в феврале 1312 г. было достигнуто соглашение. Собор подтвердил законность отречения папы Целестина V, а значит и легитимность выборов Бонифация VIII. Также собор признал, что Бонифаций VIII не совершил ничего вызывающего подозрения в ереси, а папа Климент V издал буллу «Rex gloriae virtutem», запретившую возвращаться к этому вопросу. Одновременно были аннулированы неприемлемые для Филиппа IV буллы Бонифация VIII. Филипп Красивый был признан невиновным в организации нападения на Папу в Ананьи; Ногаре, признанный виновным, получал папское прощение.